# Vang Hsziao-csien
Vang Hsziao-csien (kínaiul: 王小倩, pinjin, hangsúlyjelekkel: Wang Xiaoqian) (1996. december 12. –) kínai szabadfogású női birkózó. A 2019-es birkózó-világbajnokságon bronzérmet nyert a 65 kg-os súlycsoportban, szabadfogásban. A 2017-es Birkózó Ázsia-bajnokságon bronzérmet nyert 63 kg-ban.

## Sportpályafutása
A 2019-es birkózó-világbajnokságon a nyolcaddöntőben a japán Ruike Naomi volt az ellenfele, akit 6-4-re legyőzött. A negyeddöntő során az ukrán Irina Koliadenko legyőzte 12-4-re. Az ukrán továbbjutása miatt a vigaszágon folytathatta, ahol a mongol Bolortudzsa Khorelkhuu volt az ellenfele, aki ellen 10-6-ra nyert.
A bronzmérkőzésen az amerikai Forrest Ann Molinari volt az ellenfele. A mérkőzést 10-0-ra megnyerte.